# Àlex Ollé
Àlex Ollé Gol (Barcelona, 1960) es uno de los seis directores artísticos de La Fura dels Baus. De la primera época destacan Accions (1984), Suz/O/Suz (1985), Tier Mon (1988), Noun (1990) y MTM (1994), que reafirmaron a La Fura dels Baus como compañía de culto para muchos sectores de la crítica y el público.

## Óperas
Las primeras direcciones de Àlex Ollé en el terreno de la ópera son trabajos conjuntos con Carlus Padrissa y el artista plástico Jaume Plensa: L’Atlàntida (1996), de Manuel de Falla y Le martyre de Saint Sébastien (1997), de Claude Debussy. Siguieron La Damnation de Faust, de Héctor Berlioz, estrenada en 1999 en el Festival de Salzburgo; DQ. Don Quijote en Barcelona (2000), con música de José Luis Turina y libreto de Justo Navarro, estreno absoluto del Gran Teatro del Liceo de Barcelona; Die Zauberflöte (La flauta mágica) (2003) de W. A. Mozart, en el marco de la Biennal del Ruhr, una coproducción de la Opéra National de París y el Teatro Real de Madrid; El castillo de Barba Azul, de Béla Bartók y Diario de un desaparecido (2007), de Leoš Janáček, presentadas en un solo programa, una coproducción de la Opéra National de París y el Gran Teatro del Liceo de Barcelona. Con la colaboración de Valentina Carrasco, dirige la puesta en escena de Le Grand Macabre (2009), de György Ligeti, coproducida por el Gran Teatro del Liceo, el Théâtre Royal de la Monnaie de Bruselas, el English National Opera de Londres y la Opera di Roma. En 2010 este montaje fue elegido para inaugurar el 50.º Adelaide Festival of Arts (Australia). 
Junto con Carlus Padrissa ha dirigido Aufstieg und Fall der Stadt Mahagonny  (Ascenso y caída de la ciudad de Mahagonny) 2010, de Kurt Weill y Bertolt Brecht, estreno en el Teatro Real de Madrid con retransmisión en directo vía satélite en 127 salas de cine de toda Europa y México.
En 2011, dirige la ópera de nueva creación Quartet de Luca Francesconi, a partir de la obra teatral homónima de Heiner Müller. La ópera se estrena en el Teatro alla Scala de Milán, coproducida con el Wiener Festwochen y con la colaboración del Ircam de París. Esta producción ha recibido el prestigioso premio Abbiati a "La migliore Novità assoluta".  El mismo año presenta también Tristan und Isolde de Richard Wagner, en la Opéra de Lyon. La crítica francesa escoge esta producción como una de las tres mejores del año en el palmarés publicado por el diario Le Temps. Además en 2011 dirige en colaboración con Valentina Carrasco, Oedipe, de George Enescu, coproducida por el Théâtre Royal de la Monnaie de Bruselas y el Théâtre National de la Opéra de París.
Su primer Verdi, Un ballo in maschera, estrenado en la Sydney Opera House en enero de 2013, ganó el Helpmann Award a la mejor dirección de ópera de la temporada 2012-2013 en Australia. Una coproducción entre Opera Sídney, el Teatro Colón de Buenos Aires, el Théâtre Royal de la Monnaie de Bruselas y la Norwegian National Opera & Ballet de Oslo. A lo largo del 2013 también estrenó Il Priggioniero (Dallapicola) / Erwartung (Schoenberg) en la Opéra de Lyon en el marco del festival Justice & Injustice y Aida de Verdi,  junto con Carlus Padrissa, con la que se inauguró el Centenario de l’Arena di Verona.
El año 2014 llevó a escena las óperas Madama Butterfly de Giacomo Puccini en la Handa Opera de Sídney; Faust, de Charles Gounod, una coproducción del Teatro Real y la Nederlandse Opera de Ámsterdam y Der Fliegende Holländer de Richard Wagner, coproducida por la Opéra de Lyon, la Opéra de Lille, la Opera Australia (Melbourne Opera) y la Bergen Nasjonale Opera.
En enero de 2015 estrenó Pélleas et Mélisande de Claude Debussy en la Semperoper de Dresde. Posteriormente dirigió Il Trovatore de Giuseppe Verdi, una puesta en escena inspirada en la I Guerra Mundial, coproducida por la De Nederlandse Opera de Ámsterdam y la Opéra National de París. Durante febrero de 2016, este montaje se retransmitió en directo en 180 salas de cine de toda Europa mientras se estaba representando en la Ópera de la Bastille de París.
En 2016 Àlex Ollé abrió la temporada de la The Royal Opera House de Londres con Norma de Vicenzo Bellini, espectáculo retransmitido en directo en más de 100 cines europeos. También estrenó La Bohème de Giacomo Puccini en el Teatro Regio de Torino para conmemorar el 120 aniversario de su estreno, una coproducción con el Teatro dell'Opera di Roma.
Durante el año 2017 estrenó Alceste de Christoph Willibald Gluck en la Opéra Lyon, y el díptico Jeanne d’Arc au Bûcher (Arthur Honegger) y La damoiselle élue (Claude Debussy) coproducción entre la Opera Frankfurt y el Teatro Real de Madrid.
En 2018 suma a su constante revisión del mito fáustico el Mefistofele de Arrigo Boito, coproducido por la Ópera de Lyon y la Staatsoper Stuttgart.
En 2019, estrena en el teatro de La Monnaie de Munt, Bruselas, la ópera contemporánea de nueva creación Frankenstein, con música de Mark Grey y libreto de Julia Canosa, a partir de una idea original de Àlex Ollé inspirada en la novela de Mary Shelley. Todavía dentro de 2019 estrena una de las grandes óperas de Giacomo Puccini, Turandot, en el Tokio Bunka Kaikan (Japón) dentro de la programación de la Olimpiada Cultural, Tokio 2020, en una gira por cuatro teatros de Japón. En octubre estrena Manon Lescautde Giacomo Puccini en la Ópera de Frankfurt.
En 2020, debido a la pandemia de COVID-19, todas las producciones previstas quedaron pospuestas para las siguientes temporadas. 
En marzo de 2021, estrenó Ariane et Barbe Bleue de Paul Dukas, una coproducción de la Ópera de Lyon y el Teatro Real de Madrid. En julio estrena Carmen de Georges Bizet en el New National Theatre de Tokyo, y en septiembre Idoménée de André Campra, una coproducción de la Ópera de Lille y la Staatsoper Unter den Linden de Berlin. 
En 2022, estrena The Nose de Dmitri Shostakóvich, una coproducción de The Royal Danish Ópera de Copenhague con el Théâtre Royal de la Monnaie de Bruselas.
En marzo de 2023, estrena Rusalka de Antonin Dvorák en la Bergen National Opera. En octubre estrena L'amore dei tre re de Italo Montemezzi, en el Teatro alla Scala de Milán.
En septiembre de 2024, inaugura la temporada del Gran Teatre del Liceu con Lady Macbeth of Mtsensk de Dmitri Shostakovich. Coincidiendo con el estreno se publica el libro Ópera manual de instrucciones / Lady Macbeth de Mtsensk (Ed. La Cama Sol) escrito por Pablo Ley y Àlex Ollé.

## Macroespectáculos
En colaboración con Carlus Padrissa crea y dirige Mediterrani, mar olímpic, epicentro de la ceremonia de inauguración de los Juegos Olímpicos de Barcelona 1992, espectáculo que impactó y fascinó a millones de espectadores de todo el mundo.
También ha participado en numerosos macroespectáculos, en solitario o junto a Carlus Padrissa, como La navaja en el ojo, para la inauguración de la Biennal de Valencia 2001; Naumaquia, creado para el Fòrum Universal de les Cultures Barcelona 2004; la inauguración del Campeonato Mundial de Ciclismo en Pista de Palma de Mallorca el 2007 o Window of the City el espectáculo temático de la Expo Shanghái-China 2010. Y en 2012, Istambul, Istambul, con motivo de la celebración del 40.º aniversario de la Istanbul Foundation for Culture and Arts (IKSV) de Estambul.
En 2014 creó, junto con la arquitecta Benedetta Taggliabue, BCN RE.SET, un circuito de arquitectura efímera por las calles de Barcelona.

## Teatro
En el teatro Àlex Ollé ha dirigido: F@ust 3.0 (1998), a partir de la novela homónima de Goethe; XXX (2001), basada en La filosofía en el tocador del Marqués de Sade, ambas en colaboración con Carlus Padrissa; Metamorfosis (2005), junto a Javier Daulte, a partir del texto de Franz Kafka;  Boris Godunov (2008), con David Plana, espectáculo inspirado en el asalto al teatro Dubrovka de Moscú y en la obra de Alexander Pushkin. En 2010 codirige Primer Amor de Samuel Beckett con Miquel Gorriz, una coproducción del Festival Internacional de Teatro Chéjov de Moscú y el Festival Grec 2010 de Barcelona. Y en 2018 estrena en el Théâtre Radiant-Bellevue L'Histoire du Soldat, de Igor Stravinski, coproducida por la Opéra National de Lyon, la Opéra de Laussane y la Opéra National de Montpellier, para celebrar la conmemoración del 100 aniversario de su estreno. 

## Cine
Su única incursión en el campo cinematográfico es Faust 5.0, película que codirigió con Carlus Padrissa e Isidro Ortiz y guion de Fernando León de Aranoa. Estrenada en 2001 en el Festival Internacional de Cinema Fantàstic de Sitges, recibió, entre otros, el premio Méliès d’Or 2003 a la mejor película fantástica europea.